# Gromia sphaerica
De Gromia sphaerica (bijnaam: wandelende druif of druif) is een grote bolronde eencellige protist die behoort tot de stam der Cercozoa. Het is de grootste soort binnen het geslacht Gromia en de exemplaren zijn met een diameter van tussen de  4,7 en 38 millimeter met het blote oog waarneembaar, wat uitzonderlijk groot is voor een eencellig organisme.
Het organisme werd in 2000 ontdekt in de Arabische Zee, aan de kant van Oman, op een diepte tussen de 1194 en 1163 meter. Het omhulsel is meestal bolrond van vorm en is bezaaid met kleine openingen. Aan de onderkant van het organisme zitten draden die in contact staan met de zeebodem en het organisme is meestal omhuld met een sediment van zijn eigen afval (stercomata).
In 2008 werden er, door onderzoekers van de Universiteit van Texas voor de kust van het eiland Little San Salvador in de Bahama's exemplaren gevonden met een diameter van dertig millimeter. Deze exemplaren bleken moddersporen, met een lengte van meer dan vijftig centimeter te maken. Voor deze ontdekking dacht men dat eencellige organismes niet in staat waren om zulke schijnvoetsporen te maken en de oorzaak van deze sporen waren dan ook hiervoor een bron van speculaties.  De moddersporen die door deze Gromia sphaerica gemaakt worden lijken overeen te komen met prehistorische moddersporen uit het precambrium, inclusief 1,8 miljard oude fossiele sporen uit de Stirlingformatie in Australië.